# Oksana Ljaturynska
Oksana Ljaturynska (ukrajinsky: Оксана Лятуринська, 1. února 1902 Katerburg – 13. června 1970 Minneapolis) byla ukrajinská sochařka, básnířka, malířka, spisovatelka a veřejná aktivistka. Její život a dílo jsou spjaté s Prahou.
V roce 1924 emigrovala a žila nejprve v Československu. Literární kariéru zahájila v Praze, patřila k pražské skupině ukrajinských spisovatelů. Aktivně se zapojila do společenského a kulturního života ukrajinské emigrace. Studovala na Filozofické fakultě Univerzity Karlovy, v Ukrajinském ateliéru výtvarného umění a na české Vysoké skole uměleckoprůmyslové. Žila a pracovala v Praze téměř 20 let. Se svými uměleckými díly se zúčastnila řady výstav v Londýně, Paříži a Berlíně a získala uznání jako mistryně sochařských portrétů. Vytvořila pomník padlým vojákům v Pardubicích, busty Tarase Ševčenka, T. G. Masaryka, Symona Petljury a Jevhena Konovalce. Na pražských hřbitovech se dochovalo několik jejích náhrobků. Po druhé světové válce byla vysídlena do německého Aschaffenburgu a poté odjela do amerického Minneapolis, kde vytvořila řadu nových sochařských portrétů a psala poezii.

## Biografie
Oksana Ljaturynska se narodila 1. února 1902 ve vesnici Lisky (nyní součást Katerburgu) Kremeneckého okresu ve Volyňské gubernii Ruského impéria (nynější Ternopilská oblast Ukrajiny). Měla šest sourozenců. Její otec Mychajlo Ljaturynsky sloužil jako důstojník na ruském pohraničním stanovišti u Starého Oleksince. Matka Anna Verka, pocházela z německé rodiny.
Od počátku dvacátých let 20. století studovala Ljaturynska na soukromém ukrajinském gymnáziu Ivana Stěšenka v Kremenci. Když jí bylo 20 let, otec ji chtěl provdat za bohatého sedláka, ale ona to nepřijala a utekla z domova k příbuzným do nedaleké vesnice Katerynivka. Ve 22 letech emigrovala s pomocí svých příbuzných nejprve za svým bratrem do Německa, poté do Československa a nakonec do Spojených států amerických.
Svou literární dráhu začala v Praze, kde byla členkou skupiny ukrajinských spisovatelů Visnyk, aktivně se zapojila do společenského a kulturního života ukrajinské emigrace, pracovala ve Svazu ukrajinských žen. Seznámila se s emigrantskými básníky Jevhenem Malanjukem, Oleksou Stefanowyczem, Olenou Telihou a Olehem Olžyčem. Studovala na Filozofické fakultě Univerzity Karlovy a současně v Ukrajinském ateliéru výtvarného umění a na české Vysoké škole uměleckoprůmyslové, kde navštěvovala hodiny sochařství u profesora Blažka a Waxmana a kterou absolvovala v roce 1934. Studium řezbářství v Ukrajinském ateliéru výtvarného umění u profesora Stakhivského mělo rozhodující význam pro její další uměleckou tvorbu jako studentky i jako zralé umělkyně. Od svého učitele získala mnoho zkušeností se sochařskou a keramickou tvorbou, objevila lásku ke světu zvířat a naučila se dovednosti při jejich zobrazování. Se svými uměleckými díly se zúčastnila řady výstav v Londýně, Paříži a Berlíně a získala uznání jako mistryně sochařských portrétů. V Praze, kde se nachází řada jejích dochovaných děl, žila a pracovala téměř 20 let a deset let vedla vlastní ateliér. Během pobytu v Praze začala ztrácet sluch.
V roce 1945 byla nucena opustit Prahu a dostala se do utečeneckého tábora pro vysídlence v německém Aschaffenburgu a v roce 1949 odjela do exilu do Spojených států amerických. S pomocí Svazu ukrajinských žen se usadila v Minneapolis, kde se opět zapojila do kulturního života ukrajinské emigrace, vytvořila řadu nových sochařských portrétů a psala poezii. Působila ve Sdružení ukrajinských spisovatelů Slovo.
Ljaturynska zemřela v Minneapolis v roce 1970 na rakovinu plic. Je pohřbena na ukrajinském pravoslavném hřbitově v Bound Brook v New Jersey.

## Dílo

### Sochařská tvorba

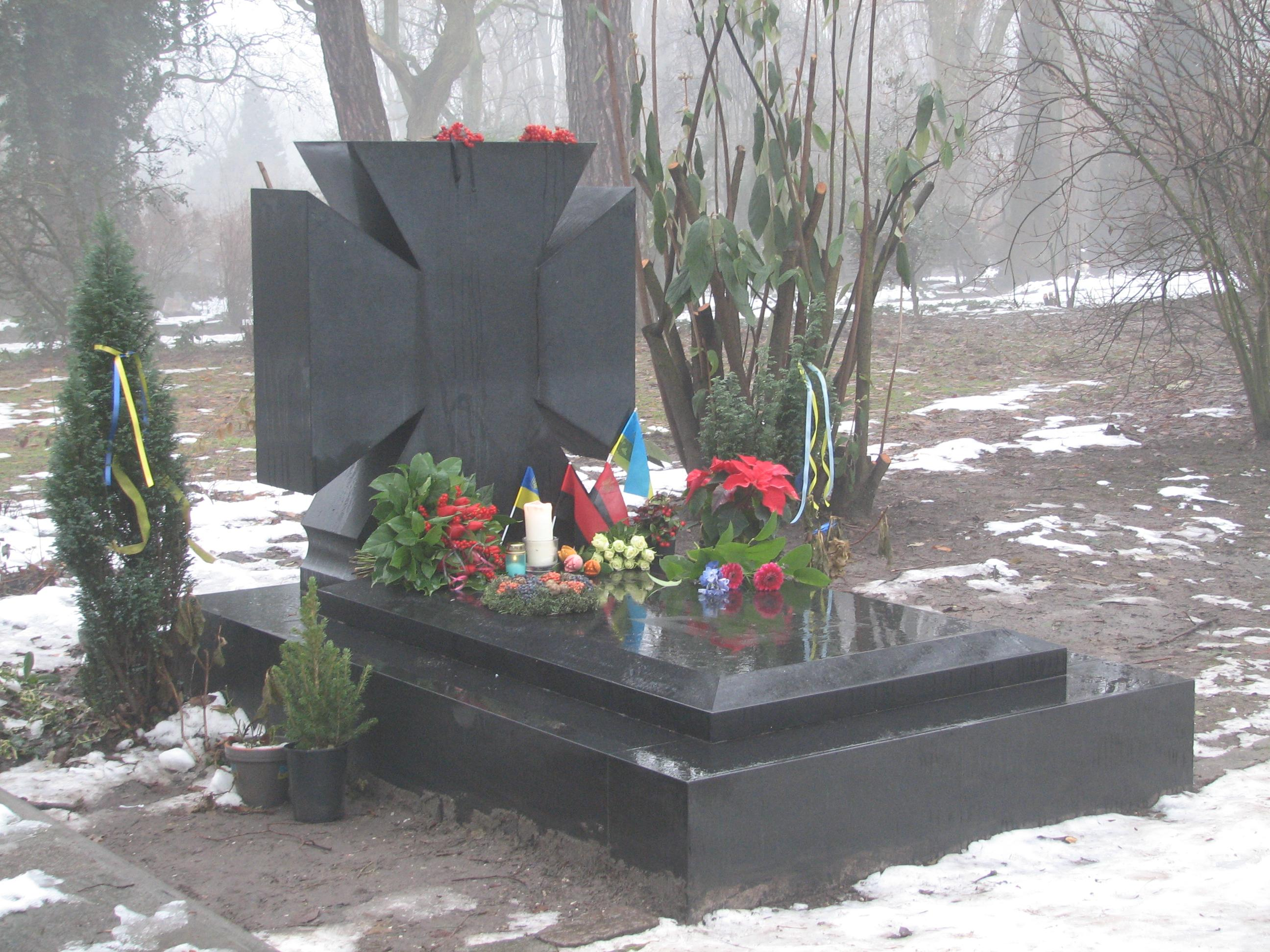
Náhrobek Jevhena Konovalce

V její sochářské tvorbě převládá syntetická monumentální forma. Svá první samostatná sochařská díla realizovala během posledních let studií na střední uměleckoprůmyslové škole (1932–33). Její sochy byly odborníky vysoce ceněny, Česká akademie umění zakoupila do svých sbírek tři sochy . Ukrajinské gymnázium v Řevnicích u Prahy si objednalo bustu Tarase Ševčenka. Ve stejné době vytvořila také bustu českého prezidenta Tomáše Garrigue Masaryka a řadu náhrobků, například náhrobek profesora a ředitele Ukrajinského gymnázia Kobyzkého na Olšanských hřbitovech v Praze. K řadě dalších náhrobků patří originální pomník padlým ukrajinským vojákům na vojenském hřbitově v Pardubicích (1932).
Ukrajinské národní sdružení v Holandsku si v roce 1939 objednalo náhrobek plukovníka Jevhena Konovalce v Rotterdamu. V roce 1949 navrhla náhrobek Arkadije Žyvotka v Aschaffenburgu. Vytvořila busty Symona Petljury a Jevhena Konovalce a také sérii modelových panenek a pracovala i s keramikou.

### Literární tvorba
Básnická tvorba Ljaturynské se vyznačuje úsporností výrazu a historickou tematikou. Poezii psala již od roku 1917, ale publikovat ji začala až v roce 1931 a její básně měly velký úspěch. Psala do exilového časopisu Probojem a do dalších periodík. Ve svých básních se vrací k ukrajinské minulosti a mytologii. V Praze vyšla její básnická sbírka Husla (Housle, 1938) a Knjaža emaľ (Knížecí smalt, 1941). V poválečné emigraci v USA napsala sbírku povídek pro děti s autobiografickými prvky Materynky (Matky, 1946) a sbírku básní pro mládež Bedryk (1956) a obě díla sama ilustrovala. Ve své tvorbě pro děti považovala za prvořadé přiblížit dítěti přírodu a odhalit mu její tajemství. V roce 1956 vyšlo druhé vydání Knjaža emaľ doplněné další sbírkou Veselka (Duha, 1956). Svá díla podepisovala buď vlastním jménem, nebo pseudonymy Oksana Pečenih, Roksana Vyšnevetska, Oksana Čerlenivna a Jeronim.
Posmrtně byla vydána sbírka Jahilka (Jarní píseň, 1971) a Litopys (Letopisy). V roce 1983 vyšla v kanadském Torontu kniha sebrané tvorby Oksany Ljaturynské, která obsahuje veškerou její poezii, články o umění a vzpomínky. V roce 2008 vydalo Sdružení Ukrajinců a přátel Ukrajiny s podporou Magistrátu hlavního města Prahy výbor z díla Oksany Ljaturynské Cesty.
Ljaturynska také přeložila básně Pavla Javora, Karla Jaromíra Erbena a Nikolaje Gumiljova, dvě slovenské lidové pověsti a věnovala se také blízkovýchodní, zejména židovské mytologii.

### Portrétní tvorba
Samostatnou část umění Oksany Lyaturynské zaujímá portrét. Své portréty malovala bez použití barev tužkou, výjimečně šedým nebo černým inkoustem a nejčastěji uhlem. Pro reprodukci na pohlednice nakreslila sérii grafických portrétů spisovatelů jako Taras Ševčenko, Ivan Kotljarevskij, Ivan Franko, Lesja Ukrajinka, Vasyl Stefanyk, Marko Kropyvnyckyj, Marko Vovchok a další, pohlednice vytiskl Jurij Tyschenko-Siry v Praze v letech 1933–1934. Portrét Oleksandra Olese v roce 1945 se objevil jako doplňková pohlednice. Mezi sérií portrétů najdeme portréty Simona Petljury, Hnata Bilého, Jevhena Konovalce a sérii portrétů historických osobností s názvem „Páni ukrajinského státu“. Patří sem například knížata Oleg, Igor, Svjatoslav, Olga, Volodymyr Veliký, Jaroslav Moudrý, Jaroslav Osmomysl, Volodymyr Monomach, Danylo Halyckyi, Roman Danylovyč, Lev Danylovyč a další.

## Památník
V roce 2002 byl v obci Choma na počest 100. výročí narození Ljaturynské odhalen památník, který financovala rodina umělkyně, spisovatel Gavril Černychovskij, obec Zbaražského okresu a Svaz ternopilských spisovatelů.